# Черных, Елена Рэмовна
Елена Рэмовна Черных (род. 30 сентября 1957 года) — российский иммунолог, член-корреспондент РАМН (2011), член-корреспондент РАН (2014).

## Биография
В 1997 году защитила докторскую диссертацию «Регуляторные факторы В-клеточной природы в патогенезе иммунодепрессии и опухолевой прогрессии при хроническом лимфолейкозе».
Заведующая лабораторией клеточной иммунотерапии НИИ фундаментальной и клинической иммунологии.